# Musa Alami

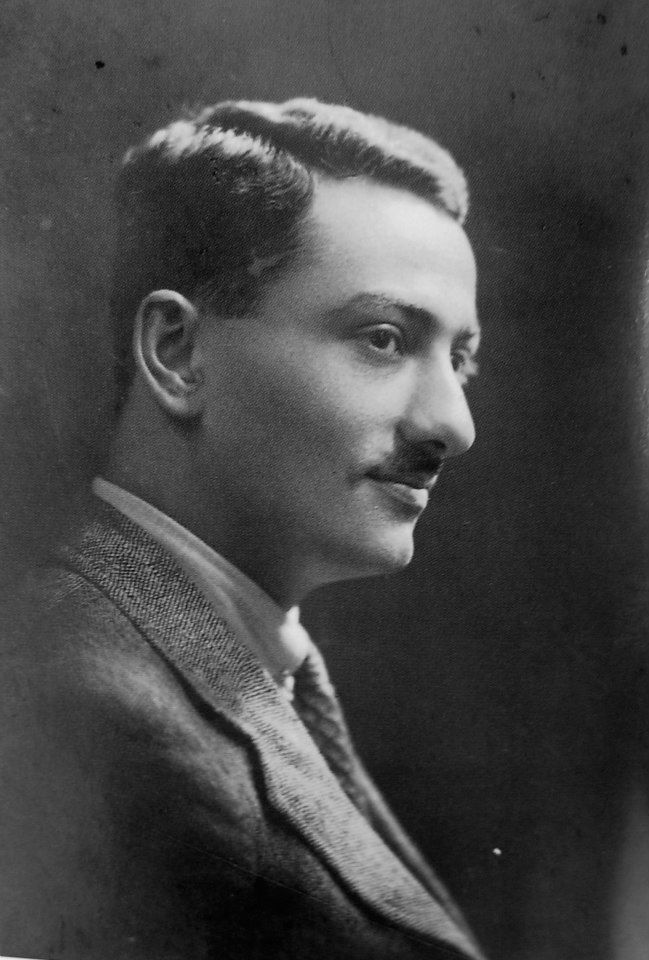
Musa al-Alami 1918 in Jerusalem, vor seiner Abreise nach Cambridge

Musa Alami (* 3. Mai 1897 in Jerusalem; † 8. Juni 1984 in Amman, Jordanien; arabisch موسى علمي, DMG Mūsā ʿAlamī) war ein palästinensischer Nationalist, Jurist und Politiker.

## Leben
Musa Alami entstammte einer angesehenen und wohlhabenden muslimischen Familie. Die Familie hatte im 17. Jahrhundert ein Haus direkt neben der Grabeskirche erworben. Sein Großvater Musa Alami war wie sein Vater Faidi Alami Bürgermeister von Jerusalem. Alami hatte Schulunterricht beim fortschrittlichen Pädagogen Khalil as-Sakakini und studierte am Trinity College in Cambridge Jura. 
Er arbeitete als höherer Staatsanwalt für die Justizverwaltung der britischen Mandatsregierung, zuletzt als Privatsekretär von General Arthur Grenfell Wauchope, dem Hochkommissar für Palästina und Transjordanien in den 1930er Jahren. Im August 1934 führte er in ihrem Auftrag informelle Gespräche mit David Ben-Gurion, dem Anführer des Arbeiterzionismus, George Antonius, der als Berater einen mäßigenden Einfluss auf Mohammed Amin al-Husseini zu nehmen versuchte, und Awni Abd al-Hadi vom Istiqlal, um Möglichkeiten zur Verwirklichung einer arabisch-jüdischen Konföderation mit Bildung von Kantonen zu sondieren, was zu diesem Zeitpunkt auch einige Zionisten als einzige erreichbare Option ansahen. Auch mit Leon Magnes war er zeitweise im Gespräch.
Als er feststellte, dass er nur mit geringem Entgegenkommen der zionistischen Verantwortlichen rechnen konnte, brach er diese Kontakte ab. Alami zählte zum Kreis, der sich in der Villa von Katy Antonius, dem späteren Shepherd-Hotel, traf. Laut dem Historiker Tom Segev verkaufte Alami an Zionisten das Land auf dem diese den Kibbuz Tirat Zwi errichteten. Nachdem er von den britischen Behörden in seiner Funktion als Justizberater entlassen worden war, ging er ins Exil nach Beirut. Er wohnte im Hotel St. Georges. Danach ging er nach Bagdad. Im Arabischen Aufstand 1936–1939 akzeptiere er al-Husseini in dessen Führungsrolle, auch wenn er ihm persönlich abgeneigt war. 1939 nahm er an der St.-James-Konferenz in London teil und hatte bedeutenden Anteil am Weißbuch von 1939.
Nach dem Palästinakrieg 1948 verlor Alami den Großteil seines Besitzes in Jerusalem und Galiläa. Der ägyptische Premierminister Mustafa an-Nahhas Pascha verweigerte ihm auf britischen Druck die Ernennung zum palästinensischen Vertreter bei der Arabischen Liga. Alami ließ sich in der Nähe von Jericho nieder. Hier erwarb er von der jordanischen Regierung ein Stück Land, auf dem er später eine landwirtschaftliche Schule errichtete, die nach dem Sechstagekrieg 1967 von den israelischen Behörden größtenteils zerstört wurde. Später unterhielt er gute Beziehungen zu Ruth Dajan. Alami starb 1984 in Amman und wurde in der Al-Aqsa-Moschee in Jerusalem begraben. Er wurde von Amman nach Jerusalem getragen, wobei Sarg und Leichnam vom IDF durchsucht wurden. Eliahu Elat würdigte ihn, den langjährigen Antizionisten, als großen Humanisten.

## Ehrungen
Ein Grenzübergang bei der Allenby-Brücke, der für Palästinenser auf der Durchreise nach Jordanien bestimmt ist, trägt seinen Namen. 